# Maria Plakidi
Maria Plakidi (in greco Μαρία Πλακίδη?; Salonicco, 1º maggio 1964) è un'attrice, doppiatrice e direttrice del doppiaggio greca.

## Biografia
Maria Plakidi è nato il 1 maggio 1964 a Salonicco (Grecia). È figlia del attore Ilias Plakidis ed è anche la sorella di Orestis Plakidis.

## Doppiaggio

### Film
- Heather Locklear in Looney Tunes: Back in Action

### Film d'animazione
- Barbie in Il diario di Barbie
- Crilin in Dragon Ball Super - Super Hero
- Madre di Quasimodo in Il gobbo di Notre Dame

### Serie televisive
- Thuy Trang, Karan Ashley, Michal Yannai e Catherine Sutherland  in Mighty Morphin Power Rangers
- Nakia Burrise e Catherine Sutherland in Power Rangers Zeo

### Cartoni animati
- Rea/Sailor Mars e Regina Periglia  (2ª voce) in  Sailor Moon (ed. ANT1)